# Квірінг Еммануїл Йонович
Еммануїл Йо́нович Кві́рінг (1 [13] вересня 1888, село Фрезенталь, Новоузенський повіт, Самарська губернія, Російська імперія — розстріляний 26 листопада 1937, Москва, Російська РФСР, СРСР) — радянський партійний державний діяч, 1-й секретар ЦК КП(б) України. Доктор економічних наук (1934).
Член ЦК КП(б)У в липні 1918 — квітні 1920 року і в грудні 1921 — грудні 1925 року. Член Організаційного бюро ЦК КП(б)У 22 червня — 2 серпня 1919 і 10 квітня 1923 — 7 квітня 1925 року. Член Політбюро ЦК КП(б)У 6 березня 1919 — 17 березня 1920 і 10 квітня 1923 — 7 квітня 1925 року. Член ЦК ВКП(б) у квітні 1923 — січні 1934 року. Член Організаційного бюро ЦК ВКП(б) з 1 січня 1926 по 17 лютого 1927 року.

## Біографія
Народився в селі Фрізенталь Новоузенського повіту Самарської губернії (тепер село Новолипівка Совєтського району Саратовської області, Росія) в родині німецького колоніста, волосного писаря.
Навчався в земській школі та на фармацевтичних курсах. Трудову діяльність розпочав у 1906 році учнем аптекаря в місті Саратові.
Брав участь у революційному русі: з 1906 року — як член партії есерів, з 1912 року — як член РСДРП(б).
Закінчив прогімназію (п'ять класів). У 1912 році навчався на політехнічних курсах по комерційно-економічному відділенню в Санкт-Петербурзі.
З 1913 року співпрацював у газеті «Правда», був секретарем більшовицької фракції в IV Державній Думі.
Влітку 1914 року Квірінга заарештували і вислали до Катеринослава, де у серпні 1915 року був обраний до складу Катеринославського комітету РСДРП(б).
Після Лютневої революції з квітня 1917 року — член Катеринославського комітету РСДРП(б), секретар заводського комітету Брянського заводу міста Катеринослава, з травня 1917 року — завідувач житлового відділу Катеринославської міської Думи. З липня 1917 року — член обласного комітету РСДРП(б) Донецько-Криворізького басейну.
У вересні 1917 — 3 квітня 1918 року — голова Катеринославського міського комітету РСДРП(б) (РКП(б)). З 26 жовтня 1917 року — голова Катеринославського військово-революційного комітету. 19 грудня 1917 — 3 квітня 1918 року — голова Катеринославської ради робітничих і солдатських депутатів.
У партії очолював так звану катеринославську фракцію, яка виступала за окупацію України російськими радянськими військами та сприяв входженню Катеринославщини до складу Донецько-Криворізької Радянської Республіки. Під час утворення КП(б)У належав до угруповання т. зв. правих комуністів («донбасівців»). Виступав за об'єднання України з Росією в межах РСФРР, проте, зважаючи на тогочасні обставини, визнавав за необхідне автономне існування КП(б)У в складі «єдиної Російської компартії» з підпорядкуванням її з'їздам та ЦК РКП(б).
З березня по 18 квітня 1918 року — народний секретар радянської Української Народної Республіки. У 1918 році — голова Вищої ради народного господарства (ВРНГ) радянської Української Народної Республіки, потім завідував відділом ВРНГ Російської РФСР. З жовтня 1918 року — член Закордонного бюро ЦК КП(б) України.
З 23 жовтня 1918 до 1 березня 1919 року — секретар ЦК КП(б) України. 
Одночасно, з 28 листопада 1918 року — член (завідувач відділу народного господарства і фінансів) Тимчасового Робітничо-Селянського уряду України.
У січні — липні 1919 року — голова Ради народного господарства Української СРР.
У 1919 році — в Червоній армії: заступник начальника політичного відділу 12-ї армії РСЧА.
9 жовтня — 30 грудня 1919 року — голова Чернігівської губернської Ради народного господарства, член Чернігівського губернського революційного комітету.
У листопаді 1919 — 1920 року — секретар Катеринославського губернського комітету КП(б)У. У 1920 році — голова Катеринославського губернського революційного комітету, голова Катеринославської губернської Ради народного господарства. У листопаді — грудні 1920 року — відповідальний секретар Донецького губернського комітету КП(б)У.
З листопада 1920 по березень 1921 року входив до складу радянської делегації на мирних переговорах з Польщею і підписав разом з Ю.Коцюбинським від УСРР Ризький мирний договір 1921.
У березні 1921 — квітні 1923 року — відповідальний секретар Донецького губернського комітету КП(б)У.
10 квітня 1923 — 20 березня 1925 року — 1-й секретар ЦК КП(б)У, 20 березня — 7 квітня 1925 року — генеральний секретар ЦК КП(б) України. Перебуваючи на цій посаді, чинив опір проведенню політики українізації, за що був звинувачений українськими націонал-комуністами в російському шовінізмі. У квітні 1925 року відкликаний із України до Москви.
9 травня 1925 — 21 липня 1926 року — начальник Головного економічного управління ВРНГ СРСР та 2-й заступник голови ВРНГ СРСР. 21 липня — 17 грудня 1926 року — 1-й заступник голови Вищої Ради Народного Господарства СРСР.
З лютого 1927 року — голова Правління «Дніпробуду». У 1927 році — відповідальний інструктор ЦК ВКП(б).
У 1927—1930 роках — заступник голови Державної планової комісії при РНК СРСР.
У 1930—1932 роках — директор Економічного інституту червоної професури, в 1932 — жовтні 1937 року — директор Інституту економіки Комуністичної академії при ЦВК СРСР.
У лютому 1931 — 3 січня 1932 року — заступник народного комісара шляхів сполучення СРСР.
З 11 лютого 1932 року — начальник сектора науково-дослідних робіт, технічної пропаганди і видавництв Народного комісаріату легкої промисловості СРСР.
1 квітня 1932 — 1934 року — 2-й заступник голови Комітету товарних фондів і регулювання торгівлі при Раді праці і оборони СРСР.
У 1934 — жовтні 1937 року — 1-й заступник голови Державної планової комісії при РНК СРСР.
17 жовтня 1937 року заарештований органами НКВС. Засуджений Воєнною колегією Верховного суду СРСР 25 листопада 1937 року до страти, розстріляний наступного дня. Похований на Донському цвинтарі Москви.
14 березня 1956 року реабілітований, посмертно відновлений в партії.

## Нагороди
- орден «Знак Пошани» (21.02.1936)

## Родина
Мав брата Еріха та сестру Анну. Був тричі одружений:
- перша дружина — Євдокія Омелянівна Гуровá,
- друга дружина — Серафима Іллівна Гопнер,
- третя дружина — Раїса Володимирівна Сапіро, племінниця С. І. Гопнер (його другої дружини), 27.12.1937 засуджена Особливою нарадою при НКВС СРСР як «член сім'ї зрадника Батьківщини» на 8 років виправно-трудових таборів, відбувала покарання в Акмолінському таборі, з 06.03.1943 — в Астраханському виправно-трудовому таборі.

Сини Олександр і Віктор (пом.в 1988, жив на Уралі, спочатку в Челябінську, потім в Свердловську до кінця життя).

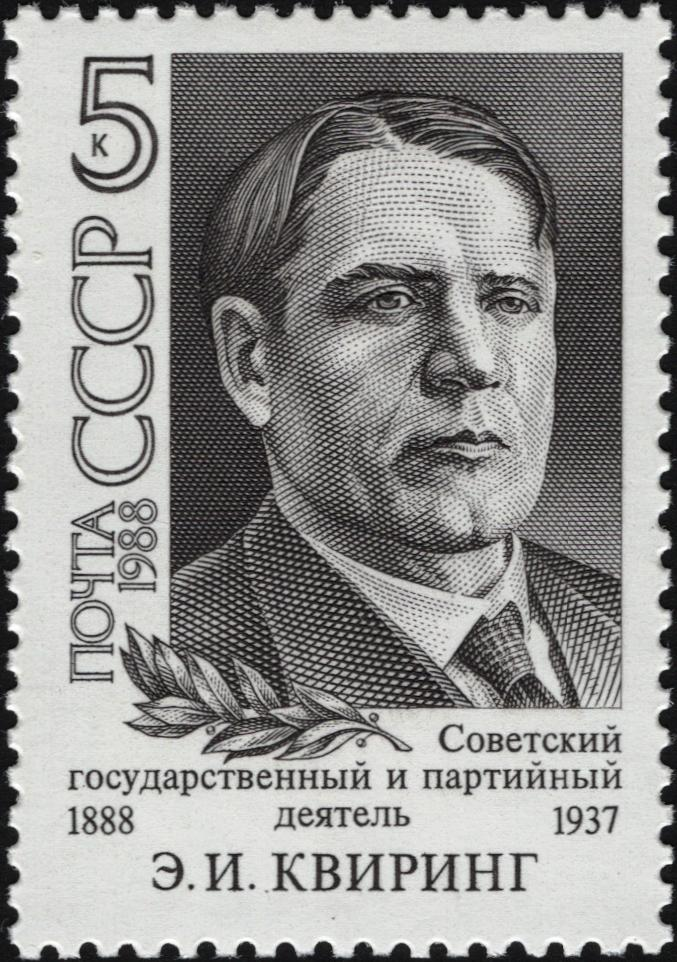
Марка СРСР із зображенням Квірінга